# Tadej Pogačar
Tadej Pogačar (Pronúncia em Esloveno: [taDEi poGAtchar]) (Komenda, Eslovénia 21 de setembro de 1998), é um ciclista profissional esloveno. Atualmente atua como ciclista pela equipe UAE Team Emirates.
Em 2019 converteu-se no ciclista mais jovem em ganhar uma corrida por etapas do UCI WorldTour (máxima categoria do ciclismo profissional) ao vencer no Volta à Califórnia de 2019 com apenas 20 anos. Também ganhou nesse ano três etapas na Volta a Espanha de 2019, na que acabou terceiro.
No ano 2020 converteu-se, depois de Henri Cornet em 1904, no segundo ciclista mais jovem da história em ganhar o Tour de France, ao proclamar-se vencedor da edição desse ano.
Em 2021 venceu uma medalha de bronze na prova de ciclismo de estrada dos Jogos Olímpicos de Verão de 2020, realizados em Tóquio.
Nos Grand Tours, Pogačar obteve consecutivos 2º lugar no Tour de France para Jonas Vingegaard, com quem sua rivalidade é considerada uma das maiores de todos os tempos. Esta corrida terminou em 2024, quando ele completou a primeira dobradinha do Giro d'Italia e do Tour de France desde 1998, vencendo 12 etapas em ambas as corridas.
Em 2024 Tadej tornou se campeão do mundo ao vencer a corrida na Suíça. 
Em 2025 Pogačar abriu mão de participar do Giro d'Itália, preferindo dar destaque às duas outras grandes voltas. Após da 15° etapa do Tour de France 2025, Tadej lidera a classificação geral, é Camisa amarela e segundo lugar nas camisas verde e bolinhas. Caso consiga a camisa verde, Tadej será o primeiro ciclista a conquistar todas as camisas do Tour de France.
Pogačar planeja disputar a Volta a Espanha 2025. Caso vença, Tadej se colocará na disputa do título de maior ciclista de todos os tempos, sendo o único a conquistar as três grandes voltas.

## Corrida

### Inícios
Começou sua carreira como ciclista em equipas semi-profissionais da Eslovénia no ano 2016, para passar ao ROG-Ljubljana em 2017, quando participou na principal corrida do seu país, a Volta à Eslovénia, onde competiu contra ciclistas como Rafał Majka e Giovanni Visconti. No ano seguinte, foi quarto na mesma corrida sendo superado pelo seu compatriota Primož Roglič, o colombiano Rigoberto Urán e Matej Mohorič. Dois meses depois ganhou o Tour de l'Avenir em sua edição de 2018. Esta vitória prolongou o seu contrato com o UAE Team Emirates até final da temporada de 2023.

### 2019
Em agosto de 2019 foi incluído na lista de saída da Volta a Espanha de 2019. Ganhou duas etapas na segunda semana da Volta e estava numa posição alta na geral ao início da terceira semana. No entanto, na última semana Nairo Quintana e Miguel Ángel López progrediram na montanha e adiantaram-lhe na classificação, sacando-lhe provisionalmente do pódio. Depois de uma grande vitória de etapa numa escapada em solitário de 40 quilómetros na penúltima etapa com final na Serra de Gredos, ganhou suficiente tempo sobre seus oponentes para vestir-se a camisola de melhor jovem e ascender à terceira posição do pódio, que conseguiu manter depois da etapa final em Madrid.

### 2020

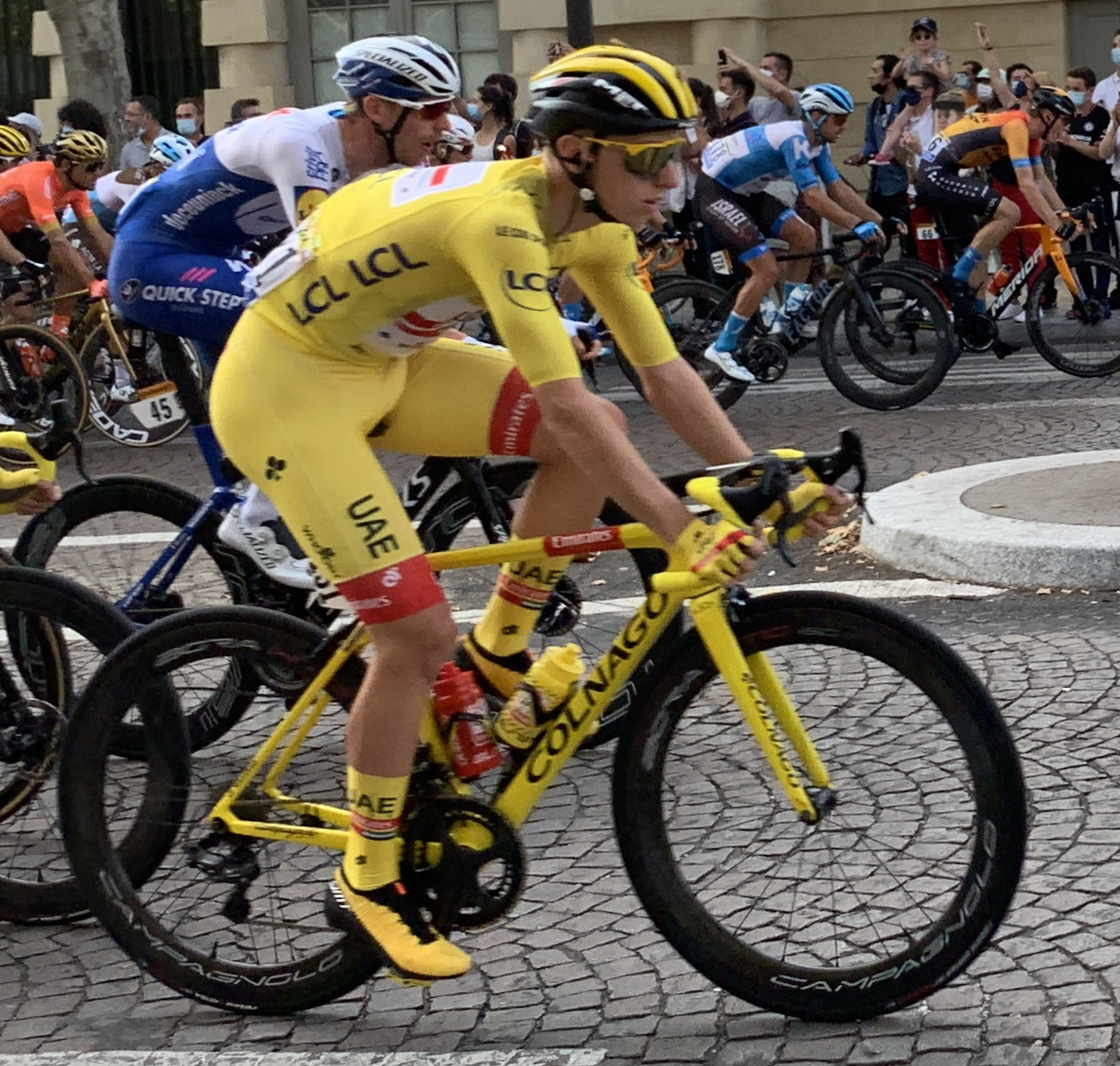
Pogačar com o maillot amarelo de líder durante a 21.ª etapa do Tour de France de 2020, em Paris

Na temporada de 2020 planificou-se sua participação no Tour de France, em princípio para ajudar ao chefe de fileiras da equipa, Fabio Aru. Na primeira semana da corrida perdeu mais de um minuto com a maioria de favoritos na 7.ª etapa por causa das rajadas dos ventos. Na segunda semana converteu-se no líder indiscutível da equipa ao ganhar duas etapas de montanha: a 9.ª, com final em Laruns, e a 15.ª, com final em Grand Colombier, depois da que atingiu o segundo lugar da geral, a um minuto do líder da corrida, seu compatriota Primož Roglič. Na penúltima etapa realizou uma extraordinária contrarrelógio, no que foi considerada uma atuação individual histórica e ganhou a etapa em La Passe des Belles Filles, conseguindo uma grande diferença sobre seus rivais que lhe permitiu se converter em líder. em 20 de setembro converteu-se no segundo corredor mais jovem da história a ganhar o Tour, por trás de Henri Cornet, que ganhou o Tour de France de 1904 com 19 anos. Conseguiu também nessa edição ganhar o Grande Prêmio da montanha e a classificação dos jovens.

## Palmarés
| - 2018 - Grande Prêmio Priessnitz Spa, mais 1 etapa - 2.º no Campeonato da Eslovénia Contrarrelógio - Tour de l'Avenir - Giro do Friuli Venezia Giulia - Troféu Gianfranco Bianchin - 2019 - Volta ao Algarve, mais 1 etapa - Volta à Califórnia, mais 1 etapa - Campeonato da Eslovénia Contrarrelógio - 3.º na Volta a Espanha, mais 3 etapas e classificação dos jovens - 2020 - Volta à Comunidade Valenciana, mais 2 etapas - 1 etapa do UAE Tour - 2.º no Campeonato da Eslovénia em Estrada - Campeonato da Eslovénia Contrarrelógio - Tour de France , mais 3 etapas, classificação da montanha e classificação dos jovens | - 2021 - UAE Tour, mais 1 etapa - Tirreno-Adriático, mais 1 etapa - 1 etapa da Volta ao País Basco - Liège-Bastogne-Liège - Volta à Eslovénia, mais 1 etapa - 3.º no Campeonato da Eslovénia Contrarrelógio - Tour de France , mais 3 etapas, classificação da montanha e classificação dos jovens - 3.º no Campeonato Olímpico em Estrada - Giro de Lombardia - UCI World Ranking - UCI Europe Tour |

## Resultados

### Grandes Voltas
| Corrida | Corrida         | 2017 | 2018 | 2019 | 2020 | 2021 | 2022 | 2023 | 2024 | 2025 |
| ------- | --------------- | ---- | ---- | ---- | ---- | ---- | ---- | ---- | ---- | ---- |
|         | Giro d'Italia   | —    | —    | —    | —    | —    | —    | —    | 1.º  | —    |
|         | Tour de France  | —    | —    | —    | 1.º  | 1.º  | 2.º  | 2.º  | 1.º  |      |
|         | Volta a Espanha | —    | —    | 3.º  | —    | —    | —    | —    | —    |      |

### Voltas menores
| Corrida | Corrida              | 2017 | 2018 | 2019 | 2020 | 2021 | 2022 | 2023 |
| ------- | -------------------- | ---- | ---- | ---- | ---- | ---- | ---- | ---- |
|         | Tour Down Under      | —    | —    | 13.º | —    | X    | X    | —    |
|         | Tirreno-Adriático    | —    | —    | —    | —    | 1.º  | 1.º  | —    |
|         | Paris-Nice           | —    | —    | —    | —    | —    | —    | 1.º  |
|         | Volta ao País Basco  | —    | —    | 6.º  | X    | 3.º  | —    |      |
|         | Critério do Dauphiné | —    | —    | —    | 4.º  | —    | —    |      |

### Clássicas e Campeonatos
| Corrida                   | Corrida                   | 2017            | 2018            | 2019            | 2020            | 2021 | 2022            | 2023            |
| ------------------------- | ------------------------- | --------------- | --------------- | --------------- | --------------- | ---- | --------------- | --------------- |
| Strade Bianche            | Strade Bianche            | —               | —               | 30.º            | 13.º            | 7.º  | 1.º             | —               |
|                           | Milão-Sanremo             | —               | —               | —               | 12.º            | —    | 5.º             |                 |
| Amstel Gold Race          | Amstel Gold Race          | —               | —               | Ab.             | X               | —    | —               |                 |
| Flecha Valona             | Flecha Valona             | —               | —               | 53.º            | 9.º             | —    | 12.º            |                 |
|                           | Liège-Bastogne-Liège      | —               | —               | 18.º            | 3.º             | 1.º  | —               |                 |
| Clássica de San Sebastián | Clássica de San Sebastián | —               | —               | Ab.             | X               | —    | Ab.             |                 |
|                           | Giro de Lombardia         | —               | —               | —               | —               | 1.º  | 1.º             |                 |
| J.O. (Estrada)            | J.O. (Estrada)            | Não se disputou | Não se disputou | Não se disputou | Não se disputou | 3.º  | Não se disputou | Não se disputou |
| Mundial em Estrada        | Mundial em Estrada        | —               | —               | 18.º            | 33.º            | 37.º | 19.º            |                 |
| Mundial Contrarrelógio    | Mundial Contrarrelógio    | —               | —               | —               | —               | 10.º | 6.º             |                 |
| Europeu em Estrada        | Europeu em Estrada        | —               | —               | —               | —               | 5.°  | —               |                 |
| Europeu Contrarrelógio    | Europeu Contrarrelógio    | —               | —               | —               | —               | 12.º | —               |                 |
| Eslovénia em Estrada      | Eslovénia em Estrada      | —               | 6.º             | 7.º             | 2.º             | 5.º  | —               |                 |
| Eslovénia Contrarrelógio  | Eslovénia Contrarrelógio  | 5.º             | 2.º             | 1.º             | 1.º             | 3.º  | —               |                 |

—: Não participa

Ab.: Abandona

X: Não se disputou

## Equipes
- Ljubljana (2017-2018)
  - ROG-Ljubljana (2017)
  - Ljubljana Gusto Xaurum (2018)
- UAE Emirates (2019-atual)